# Renault Magnum
Renault Magnum — крупнотоннажный грузовой автомобиль, производившийся французской компанией Renault Trucks в четырёх поколениях с 1990 по 2014 годы. Вытеснен с конвейера моделью Renault T. Завоевал титул Truck of the Year в 1991 году, занял второе место в этом конкурсе в 1998 году и третье — в 2002 году.

## История

Прототип Renault VE 10

Основой грузовика послужил прототип VE 10, сконструированный в 1985 году в рамках программы VIRAGES. Эта программа, основанная компанией Renault Vehicles International при поддержке правительства Франции, была посвящена разработке грузовиков нового типа, которые отличались бы лучшей аэродинамикой и в целом были бы более комфортными и рентабельными. Прототип имел высокую угловатую кабину и был оснащён рядным шестицилиндровым двигателем MIDR 06.20.45 объёмом 9,8 литров и мощностью 320 л. с. Над проектом работал Марчелло Гандини. Одновременно с этим прототипом шла работа над вторым, под обозначением VE 20. Он был построен в 1988 году, но компания показала его только в 1995 году. Многие из решений, применённых в VE 10 и VE 20, инженеры перенесли в серию Magnum.

### Первое поколение (1990—1997)

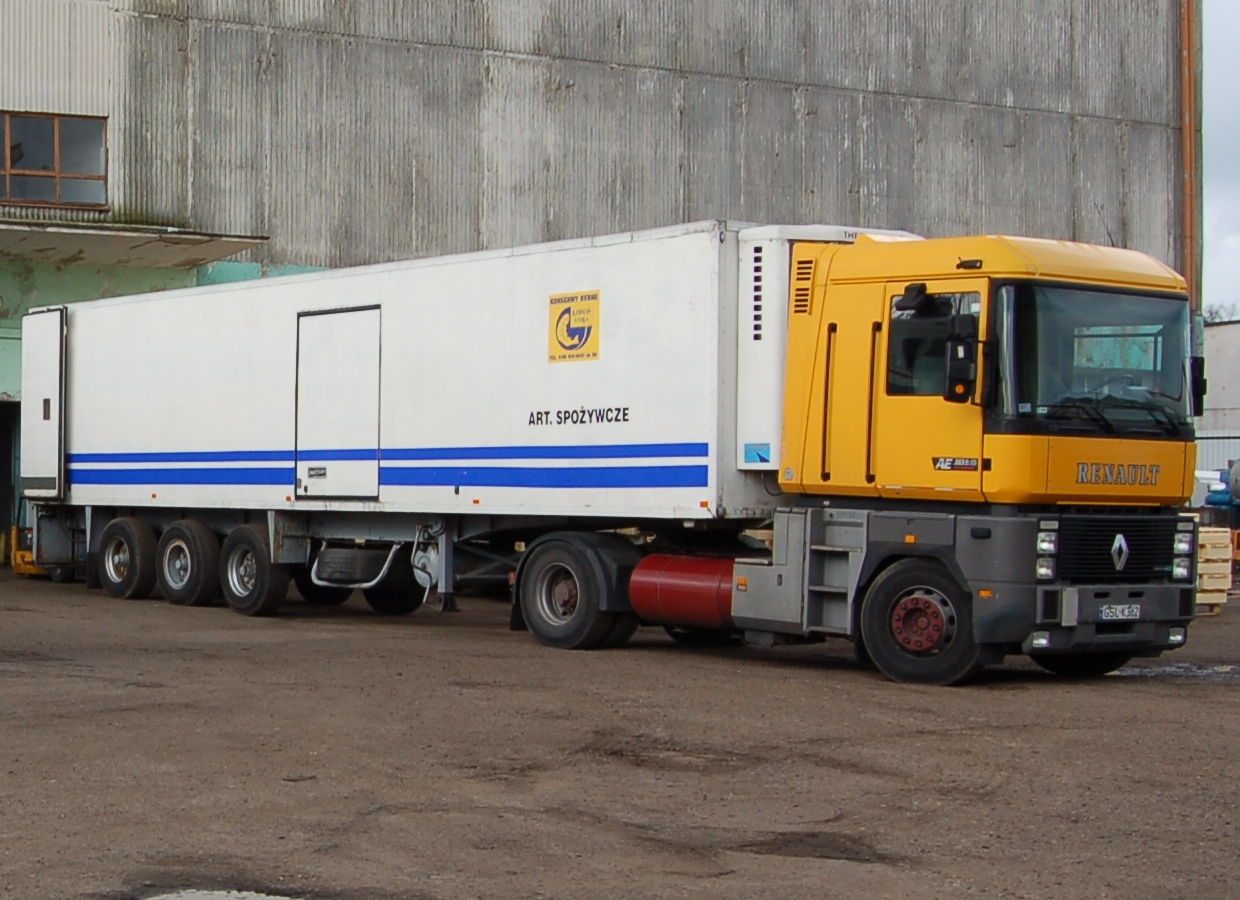
Renault AE

Первое поколение 1990 года имело название Renault AE (сокращение от Advanced Engineering). Грузовики оснащались 18-ступенчатой коробкой передач и рядным шестицилиндровым дизелем Mack мощностью 374 л. с. или V-образным восьмицилиндровым мощностью 503 л. с. В 1996 году стали доступны варианты двигателей мощностью 390, 430, 470, 520 и 560 л. с. В 1991 году получил титул Truck of the Year.

### Второе поколение (1997—2001)

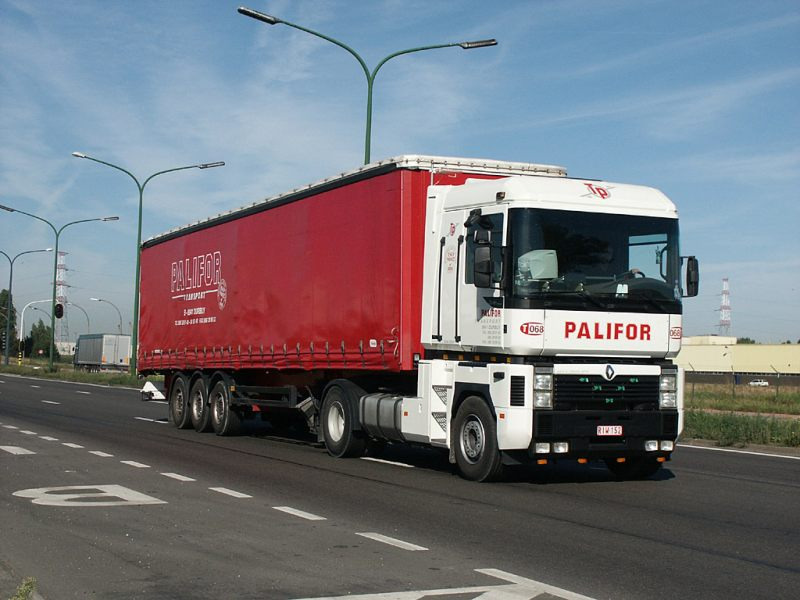
Renault Magnum II

В 1997 году проведён рестайлинг кабины; также грузовики стали оснащать модернизированными двигателями Mack.

### Mack Magnum (1999—2003)
В 1999 году компания Mack Trucks Australia начала выпуск модели Magnum для австралийского рынка. Грузовик в двух- и трёхосном исполнениях оснащали восьмицилиндровыми двигателями Mack мощностью 454 л. с. или Cummins мощностью 580 л. с. Из-за «детских болезней» и трудностей с доставкой запчастей грузовики Mack Magnum не пользовались особой популярностью.

### Третье поколение (2001—2005)

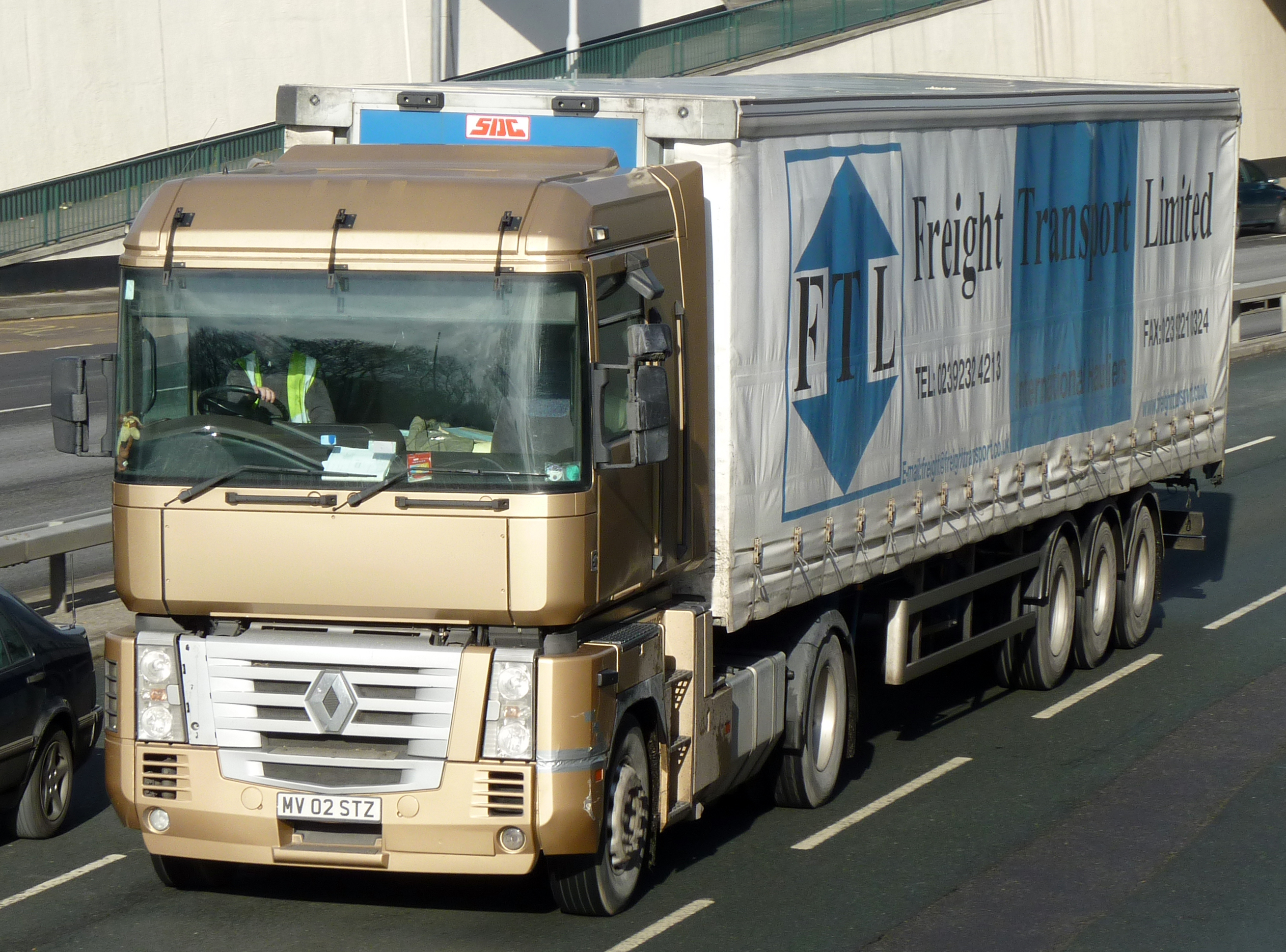
Renault Magnum III

В 2001 году модель снова подверглась модернизации с установкой новых экономичных и экологичных 6-цилиндровых двигателей Mack E7 стандарта Евро-3 мощностью 400, 440 и 480 л. с.

### Четвёртое поколение (2005—2013)

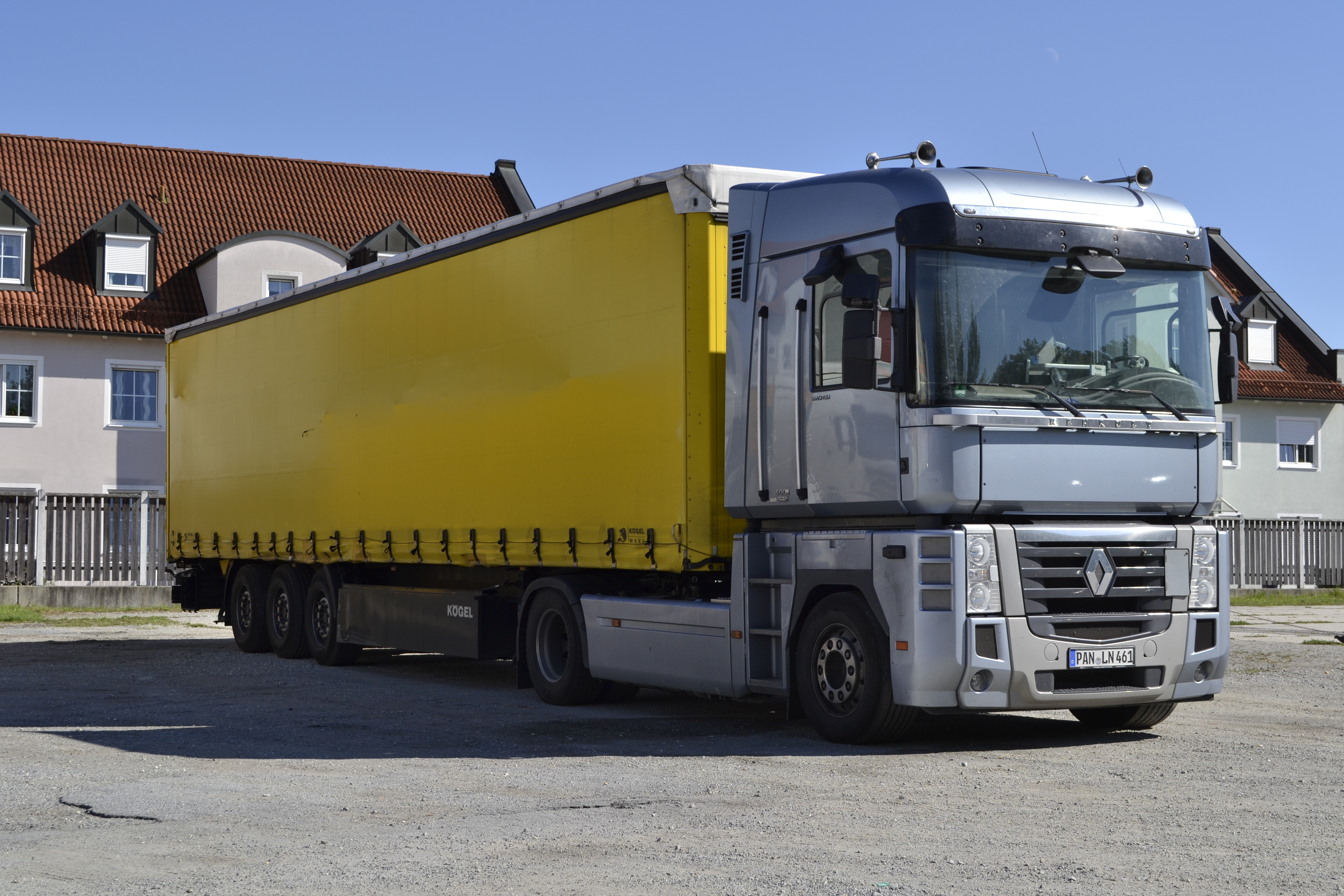
Renault Magnum IV

В 2005 году семейство получило новую кабину, в 2006 году — новые турбодизели DXi13 стандарта Евро-4/Евро-5, разработанные на основе двигателей Volvo и доступные в модификациях мощностью 440, 480 и 520 л. с. Максимальный крутящий момент у наиболее мощного варианта составлял 2500 Н·м с частотой оборотов коленчатого вала 1050—1400 об/мин.

## Описание
Седельный тягач, бортовой грузовик и шасси семейства имели колёсную формулу 4х2, 6х2 и 6х4, полную массу 18—26 т и 15 вариантов колёсной базы (3920—6820 мм). Передняя подвеска — на параболических рессорах или пневмобаллонах, задняя — пневматическая, c электронным управлением ECAS. Дисковые тормоза всех колёс управляются системой Full EBS с АБС и курсовой устойчивостью ESP.
Расположенная над двигателем кабина модульного вида с одним или двумя спальными местами имеет внутреннюю высоту 1,87 м по всей площади пола и остекление необычно большой площади (каждое стекло снабжено шторкой с электроприводом). В кабине отсутствует моторный туннель, который является атрибутом большинства кабин европейского типа, имеются широкие подлокотники на креслах, внешняя дверная ручка спрятана под дверью, и её необходимо открывать, стоя на нижней подножке (из-за нестандартного их расположения). Кабина оснащается автономным дизельным отопителем и бортовой сетью 12 В. Вариант Magnum Vega отличался максимальным комфортом с дорогой отделкой интерьера и аудиосистемой высшего класса.
Передний мост выдвинут вперёд по сравнению с грузовиками других моделей, что делает управление более комфортным.